# Plaça de Sant Pere (Berga)
La plaça de Sant Pere és una plaça al centre de Berga protegida com a bé cultural d'interès local.

## Descripció
Primera plaça de la població on hi té lloc la Patum. L'àmbit és dominat per la mola de l'església parroquial que, en un lloc elevat, queda vinculada per unes escales i una llarga barana de pedra a l'espai central presidit per l'ajuntament. L'estructura de la plaça pròpiament dita és complicada degut al relleu, força accidentat i el tipus de tancat de les cases.

## Història
Tenim documentada la construcció de l'església parroquial de St. Pere el 1677. El 1883 es reconstrueixen les escales de l'església. El 1919 trobem un nou arranjament de les escales i una nova disposició. Entre 1919 i 1931 es construeix l'edifici del nou ajuntament i es pavimenta la plaça. El 1975 es restitueix el fanal de la barana.
És el nucli central de l'antiga població murallada, el centre històric, nexe de comunicacions i síntesi urbana de la ciutat vella. Durant un temps s'hi feu el mercat ordinari mentre que a el major es feia al vall. L'any 2020 després que l'Ajuntament de Berga decidís limitar la circulació de vehicles motoritzats pel nucli antic de Berga, la Plaça Sant Pere ha passat a ser una zona de pas de vianants, a la vegada que se situen les terrasses dels bars que hi trobem en ella.

## Esdeveniments importants
Dos esdeveniments importants que tenen lloc a la Plaça de Sant Pere són La Patum i la Diada castellera dels Quatre Fuets.